# Mark Burry
Mark Cameron Burry (Christchurch, Nueva Zelanda, 24 de febrero de 1957) es un arquitecto neozelandés. Profesor del Laboratorio de Información Espacial de la Arquitectura del Royal Melbourne Institute of Technology de Melbourne (Australia), desde 1979 es arquitecto consultor de la Sagrada Familia (Barcelona). Autor del monográfico Templo Expiatorio de la Sagrada Familia (1993).

## Premios
- Federation Fellowship, Australian Research Council, 2006[1]
- Award for Innovative Research, ACADIA, 2006[2]
- Achiever Award (Creative Melbourne), Committee for Melbourne, 2004[3]
- Diploma I la insignia a l’acadèmic corresponent, Reial Acadèmia Catalana de Belles Arts de Sant Jordi, 2003[4]

## Obras
Mark Burry ha publicado ampliamente sobre la Sagrada Familia:
- The Innovation Imperative: Architecture of Vitality (con Pia Ednie-Brown y Andrew Burrow), Chichester: John Wiley & Sons, ISBN 978-1-119-97865-7
- Scripting Cultures: Architectural Design and Programming, Chichester: John Wiley & Sons, 2011, ISBN 978-0-470-74641-7
- Sagrada Familia sXXI: Gaudí ara-ahora-now (con Jordi Coll Grifoll y Josep Gómez Serrano), Ediciones UPC: Barcelona, 2010, ISBN 978-84-9880-399-0
- The New Mathematics of Architecture (con Jane Burry), Londres: Thames & Hudson, 2010, ISBN 978-0-500-34264-0
- Gaudi Unseen: Completing the Sagrada Familia (ed.), JOVIS Verlag: Berlín, 2008, ISBN 978-3-939633-78-5
- La Sagrada Família: de Gaudí al CAD (con Jordi Coll, Josep Gómez, Juan Melero), Ediciones UPC: Barcelona, 1996, 9788483011485
- The Expiatory Church of the Sagrada Família, Londres: Phaidon Press, 1993, ISBN 978-0-7148-2849-7